# Schefflera porphyranthera
Schefflera porphyranthera är en araliaväxtart som beskrevs av Henry Nicholas Ridley. Schefflera porphyranthera ingår i släktet Schefflera och familjen araliaväxter. Inga underarter finns listade.